# Marele Premiu al statului Singapore din 2024
Marele Premiu al statului Singapore din 2024 (cunoscut oficial ca Formula 1 Singapore Airlines Singapore Grand Prix 2024) a fost o cursă auto de Formula 1 ce s-a desfășurat pe 22 septembrie 2024 pe Circuitul Marina Bay din Singapore. Cursa a fost cea de-a optsprezecea etapă a Campionatului Mondial de Formula 1 FIA din 2024.
O sesiune de calificări întreruptă a fost câștigată de Lando Norris de la McLaren, obținând al șaselea pole position din carieră; el a continuat apoi să se afle la conducerea cursei în toate tururile pentru a obține victoria în fața lui Max Verstappen de la Red Bull Racing și a coechipierului lui Norris, Oscar Piastri. Aceasta a fost a doua victorie a McLaren pe circuitul stradal Marina Bay, după cea din 2009, și prima dată când McLaren a câștigat Mari Premii consecutive de la ultimele două curse ale sezonului 2012. Acesta a fost cel mai rapid Mare Premiu al statului Singapore, precum și primul care nu a avut cel puțin o perioadă de mașină de siguranță sau un steag galben. Acesta a fost al 257-lea și ultimul start în Formula 1 pentru Daniel Ricciardo, de opt ori câștigător al unui Mare Premiu, care a terminat pe locul 18 și a înregistrat cel mai rapid tur al cursei.

## Context
Kevin Magnussen de la Haas a revenit pe grila de start, după ce și-a ispășit interdicția de o cursă la runda precedentă, locul său fiind luat de pilotul de rezervă Oliver Bearman.
Marele Premiu a marcat al 350-lea start în Formula 1 al lui Lewis Hamilton și, respectiv, al 200-lea start al lui Carlos Sainz Jr. Marele Premiu a marcat, de asemenea, al 257-lea și ultimul start pentru Daniel Ricciardo de la RB, care a părăsit echipa la patru zile după ce a realizat cel mai rapid tur în eveniment. El urmează să fie înlocuit de Liam Lawson începând cu următoarea cursă.
Furnizorul de anvelope Pirelli a adus compușii de anvelope C3, C4 și C5 (denumiți duri, medii și, respectiv, moi) pentru ca echipele să le folosească la eveniment.
O a patra zonă DRS a fost adăugată între virajele 14 și 16, în aceeași secțiune a circuitului care a fost reconfigurată pentru iterația anterioară.

## Calificări
Calificările au avut loc pe 21 septembrie 2024, începând cu ora locală 21:00 UTC+8, ora 16:00 EEST.
| Poz.                  | Nr. | Pilot            | Constructor                  | Timpi calificări | Timpi calificări | Timpi calificări | Grila finală |
| Poz.                  | Nr. | Pilot            | Constructor                  | Q1               | Q2               | Q3               | Grila finală |
| --------------------- | --- | ---------------- | ---------------------------- | ---------------- | ---------------- | ---------------- | ------------ |
| 1                     | 4   | Lando Norris     | McLaren-Mercedes             | 1:30,002         | 1:30,007         | 1:29,525         | 1            |
| 2                     | 1   | Max Verstappen   | Red Bull Racing-Honda RBPT   | 1:30,157         | 1:29,680         | 1:29,728         | 2            |
| 3                     | 44  | Lewis Hamilton   | Mercedes                     | 1:30,393         | 1:29,929         | 1:29,841         | 3            |
| 4                     | 63  | George Russell   | Mercedes                     | 1:30,811         | 1:30,153         | 1:29,867         | 4            |
| 5                     | 81  | Oscar Piastri    | McLaren-Mercedes             | 1:30,258         | 1:29,640         | 1:29,953         | 5            |
| 6                     | 27  | Nico Hülkenberg  | Haas-Ferrari                 | 1:30,724         | 1:30,150         | 1:30,115         | 6            |
| 7                     | 14  | Fernando Alonso  | Aston Martin Aramco-Mercedes | 1:30,684         | 1:30,450         | 1:30,214         | 7            |
| 8                     | 22  | Yuki Tsunoda     | RB-Honda RBPT                | 1:30,716         | 1:30,289         | 1:30,354         | 8            |
| 9                     | 16  | Charles Leclerc  | Ferrari                      | 1:30,786         | 1:29,747         | Fără timp        | 9            |
| 10                    | 55  | Carlos Sainz Jr. | Ferrari                      | 1:30,670         | 1:30,108         | Fără timp        | 10           |
| 11                    | 23  | Alexander Albon  | Williams-Mercedes            | 1:30,679         | 1:30,474         | N/A              | 11           |
| 12                    | 43  | Franco Colapinto | Williams-Mercedes            | 1:30,704         | 1:30,481         | N/A              | 12           |
| 13                    | 11  | Sergio Pérez     | Red Bull Racing-Honda RBPT   | 1:30,624         | 1:30,579         | N/A              | 13           |
| 14                    | 20  | Kevin Magnussen  | Haas-Ferrari                 | 1:30,829         | 1:30,653         | N/A              | 14           |
| 15                    | 31  | Esteban Ocon     | Alpine-Renault               | 1:30,958         | 1:30,769         | N/A              | 15           |
| 16                    | 3   | Daniel Ricciardo | RB-Honda RBPT                | 1:31,085         | N/A              | N/A              | 16           |
| 17                    | 18  | Lance Stroll     | Aston Martin Aramco-Mercedes | 1:31,094         | N/A              | N/A              | 17           |
| 18                    | 10  | Pierre Gasly     | Alpine-Renault               | 1:31,312         | N/A              | N/A              | 18           |
| 19                    | 77  | Valtteri Bottas  | Kick Sauber-Ferrari          | 1:31,572         | N/A              | N/A              | 19           |
| 20                    | 24  | Zhou Guanyu      | Kick Sauber-Ferrari          | 1:32,054         | N/A              | N/A              | 20           |
| Regula 107%: 1:36,302 |     |                  |                              |                  |                  |                  |              |
| Sursa:                |     |                  |                              |                  |                  |                  |              |

## Cursa
Cursa a avut loc pe 22 septembrie 2024, începând cu ora locală 20:00 UTC+8, ora 15:00 EEST, și a durat 62 de tururi.
| Poz.                                                                      | Nr. | Pilot            | Constructor                  | Tururi | Timp/Abandon   | Grilă | Puncte |
| ------------------------------------------------------------------------- | --- | ---------------- | ---------------------------- | ------ | -------------- | ----- | ------ |
| 1                                                                         | 4   | Lando Norris     | McLaren-Mercedes             | 62     | 1:40:52,571    | 1     | 25     |
| 2                                                                         | 1   | Max Verstappen   | Red Bull Racing-Honda RBPT   | 62     | +20,945        | 2     | 18     |
| 3                                                                         | 81  | Oscar Piastri    | McLaren-Mercedes             | 62     | +40,823        | 5     | 15     |
| 4                                                                         | 63  | George Russell   | Mercedes                     | 62     | +1:01,040      | 4     | 12     |
| 5                                                                         | 16  | Charles Leclerc  | Ferrari                      | 62     | +1:02,430      | 9     | 10     |
| 6                                                                         | 44  | Lewis Hamilton   | Mercedes                     | 62     | +1:25,248      | 3     | 8      |
| 7                                                                         | 55  | Carlos Sainz Jr. | Ferrari                      | 62     | +1:36,039      | 10    | 6      |
| 8                                                                         | 14  | Fernando Alonso  | Aston Martin Aramco-Mercedes | 61     | +1 tur         | 7     | 4      |
| 9                                                                         | 27  | Nico Hülkenberg  | Haas-Ferrari                 | 61     | +1 tur         | 6     | 2      |
| 10                                                                        | 11  | Sergio Pérez     | Red Bull Racing-Honda RBPT   | 61     | +1 tur         | 13    | 1      |
| 11                                                                        | 43  | Franco Colapinto | Williams-Mercedes            | 61     | +1 tur         | 12    |        |
| 12                                                                        | 22  | Yuki Tsunoda     | RB-Honda RBPT                | 61     | +1 tur         | 8     |        |
| 13                                                                        | 31  | Esteban Ocon     | Alpine-Renault               | 61     | +1 tur         | 15    |        |
| 14                                                                        | 18  | Lance Stroll     | Aston Martin Aramco-Mercedes | 61     | +1 tur         | 17    |        |
| 15                                                                        | 24  | Zhou Guanyu      | Kick Sauber-Ferrari          | 61     | +1 tur         | 20    |        |
| 16                                                                        | 77  | Valtteri Bottas  | Kick Sauber-Ferrari          | 61     | +1 tur         | 19    |        |
| 17                                                                        | 10  | Pierre Gasly     | Alpine-Renault               | 61     | +1 tur         | 18    |        |
| 18                                                                        | 3   | Daniel Ricciardo | RB-Honda RBPT                | 61     | +1 tur         | 16    |        |
| 19                                                                        | 20  | Kevin Magnussen  | Haas-Ferrari                 | 57     | Pană           | 14    |        |
| Ab                                                                        | 23  | Alexander Albon  | Williams-Mercedes            | 15     | Supraîncălzire | 11    |        |
| Cel mai rapid tur: Daniel Ricciardo (RB-Honda RBPT) – 1:34,486 (turul 60) |     |                  |                              |        |                |       |        |
| Sursa:                                                                    |     |                  |                              |        |                |       |        |

Note
- ^1 – Kevin Magnussen a fost clasificat deoarece a parcurs mai mult de 90% din distanța cursei.[11]

## Clasamentele campionatelor după cursă
|        | Poz. | Pilot            | Pct. |
| ------ | ---- | ---------------- | ---- |
|        | 1    | Max Verstappen   | 331  |
|        | 2    | Lando Norris     | 279  |
|        | 3    | Charles Leclerc  | 245  |
|        | 4    | Oscar Piastri    | 237  |
|        | 5    | Carlos Sainz Jr. | 190  |
| Sursa: |      |                  |      |

|        | Poz. | Constructor                  | Pct. |
| ------ | ---- | ---------------------------- | ---- |
|        | 1    | McLaren-Mercedes             | 516  |
|        | 2    | Red Bull Racing-Honda RBPT   | 475  |
|        | 3    | Ferrari                      | 441  |
|        | 4    | Mercedes                     | 329  |
|        | 5    | Aston Martin Aramco-Mercedes | 86   |
| Sursa: |      |                              |      |

- Notă: Doar primele cinci locuri sunt prezentate în ambele clasamente.